# Schmuckreiher
Der Schmuckreiher (Egretta thula) ist eine Vogelart aus der Familie der Reiher (Ardeidae).

## Merkmale
Der Schmuckreiher hat eine Größe von etwa 56 bis 66 Zentimeter. Seine Flügelspannweite beträgt um die 100 Zentimeter. Zwischen Männchen und Weibchen besteht kein Unterschied in der Größe. Auch die Gefiederfarbe ist gleich. Das Federkleid ist schneeweiß. Ihre langen schmalen Schnäbel und die Beine sind schwarz; die Füße haben eine hellgelbe Farbe. Während der Brutzeit tragen Schmuckreiher am Rücken lange fransige Schmuckfedern, die dem Vogel seinen Namen gaben. Zwischen den Augen und dem Schnabel befindet sich ein gelber Bereich, der sich in der Brutzeit rötlich verfärbt. Auch die Füße verfärben sich zu einem orangen Ton.

## Verbreitung
Die Brutgebiete des Schmuckreihers befinden sich in Nordamerika. Kleine Populationen brüten auch in Kanada und Alaska. Im Winter zieht er nach Mittel- und Südamerika und bewohnt bevorzugt flache Buchten und Mangroven. Weitere Winterquartiere befinden sich in der Karibik.

## Fortpflanzung

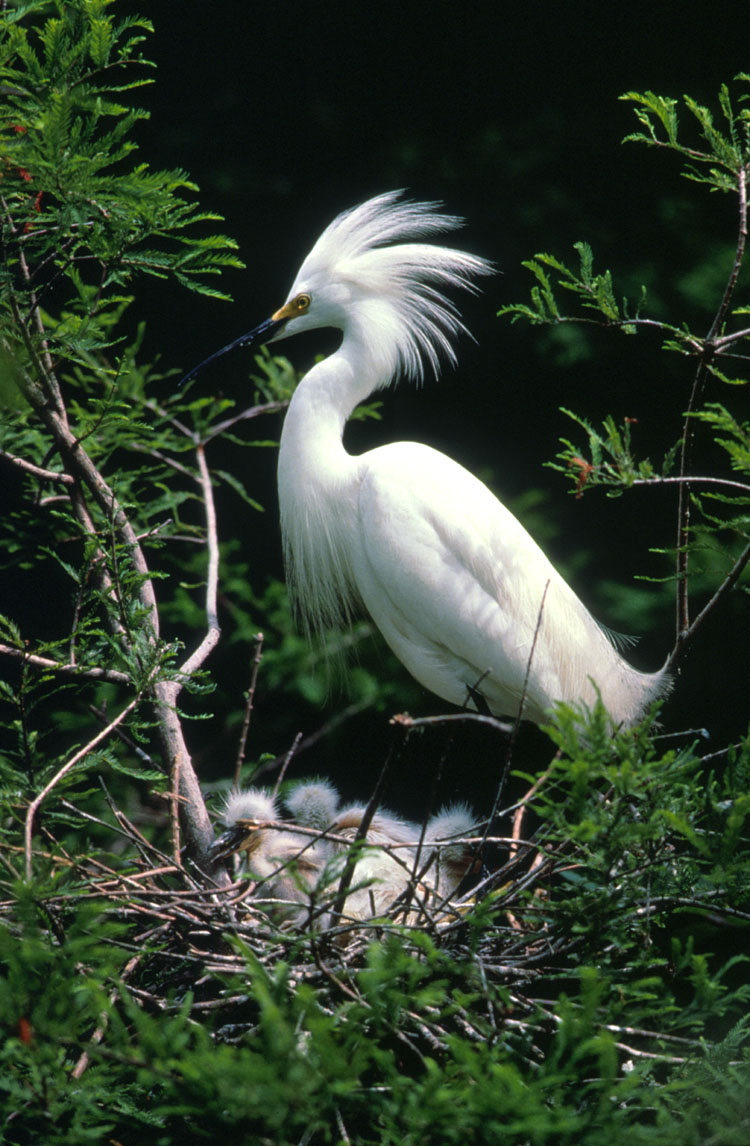
Schmuckreiher am Nest

Schmuckreiher brüten in der Regel im März oder im frühen April in großen Kolonien in Sumpfgebieten oder an Küsten und Seen, häufig zusammen mit anderen Reiherarten oder Watvögeln. Ihre flachen Nester legen sie auf Bäumen oder Sträuchern an. Ein Gelege umfasst drei bis vier grünlichblaue Eier, die in einem Zeitraum von drei bis vier Wochen ausgebrütet werden. Bei dem Brutgeschäft wechseln sich Männchen und Weibchen gegenseitig ab.

## Nahrung

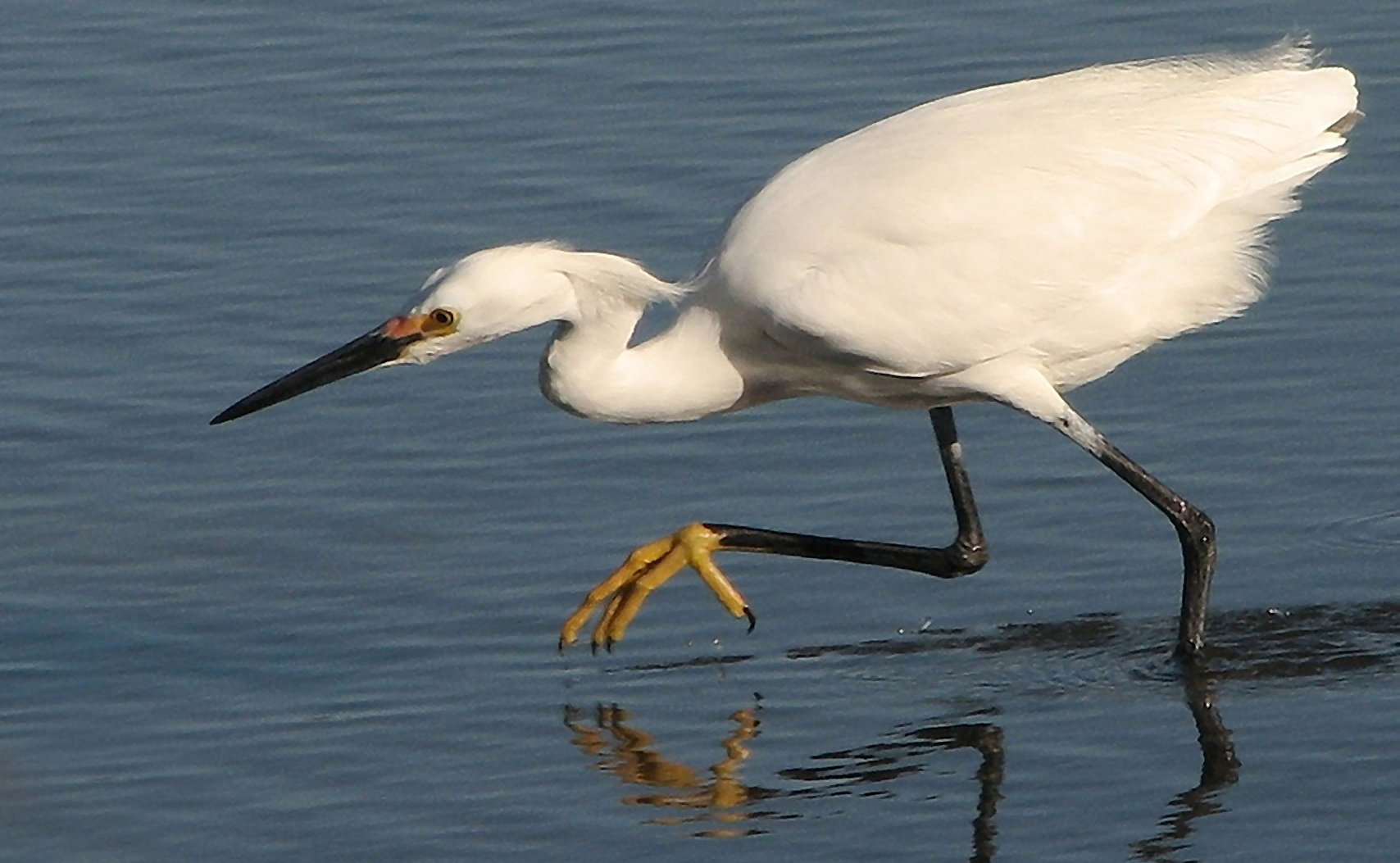
Schmuckreiher

Bei ihrer Nahrungssuche waten sie durch flaches Wasser und erbeuten Fische, Frösche und Kröten, Eidechsen und Schlangen. Auch Regenwürmer, Schnecken, Garnelen und Krebstiere werden nicht verschmäht.

## Systematik
Zusammen mit dem Seidenreiher (Egretta garzetta (Linnaeus, 1766)) wird der Schmuckreiher oft als Superspezies eingeordnet. Bisher wurden folgende zwei Unterarten beschrieben, die sich durch Färbung oder Gesang unterscheiden:
- E. t. brewsteri (Thayer & Bangs, 1909)[2] – Westen der USA und Baja California
- E. t. thula (Molina, 1782)[3] – Nord-, Zentral- und Südamerika. Vom Nordosten der USA über die Karibik bis in den Nordosten Argentiniens und vom Nordwesten Mexikos bis Brasilien

## Etymologie und Forschungsgeschichte
Die Erstbeschreibung des Schmuckreihers erfolgte 1782 durch Juan Ignacio Molina unter dem wissenschaftlichen Namen Ardea Thula. Als Verbreitungsgebiet gab er Chile an. 1817 führte Thomas Ignatius Maria Forster die neue Gattung Egretta für den Seidenreiher (Egretta garzetta) ein. Dieser Begriff leitet sich vom französischen Aigrette, Aigron für Reiher. Der Artname thula ist  der araukanische Name für den Schwarzhalsschwan (Cygnus melancoryphus). Molina verwendete den Namen irrtümlich für den Schmuckreiher. Brewsteri ist William Brewster gewidmet. Alfred Laubmann hatte für sein Werk Die Vögel von Paraguay keinen Balg zur Verfügung. In der Literatur fand er viele Nachweise für das Land, so z. B. am Río Pilcomayo durch Hans Hermann Carl Ludwig von Berlepsch, am Río Paraná durch John Graham Kerr sowie in Waikthlatingmayalwa im Gran Chaco und in Riacho Verde durch Kerr. Zusätzlich erwähnte Laubmann Garza de la chica blanca con manto, Garza de la blanca mediana und Garza de la blanca menor von Félix de Azara als Nachweis für die Art. Ardea candidissima Gmelin, JF, 1789 und Herodias jubata Brehm, CL, 1831 werden heute als Synonym zu Nominatform betrachtet. Candidissima hat seinen Ursprung in lateinisch candidissimus, candidus, candere ‚brillantweiß, strahlend weiß, scheinen, strahlen‘,  jubata in lateinisch iubatus, iuba ‚mit Mähne, mit Haube, Mähne, Haube‘.

## Schmuckreiher und Mensch
Schmuckreiher waren Ende des 19. Jahrhunderts und im frühen 20. Jahrhundert in ihren Beständen enorm bedroht. Für die Herstellung von eleganten Damenhüten, die mit Federn dekoriert wurden, wurden Tausende der Vögel abgeschossen. Ein rechtzeitiges Verbot bewahrte den Schmuckreiher vor der Ausrottung. Heute sind Schmuckreiher wieder zahlreich vorzufinden.